# Numéro d'identification éducation nationale
Pour le terme latin, voir Numen.
Le NUMEN, numéro d'identification éducation nationale, est un identifiant associé à tout employé de la fonction publique dépendant du Ministère de l'Éducation nationale française (enseignants, inspecteurs, administration, services, etc.).
Il fut créé durant le mandat de René Monory en tant que Ministre de l'Éducation nationale (1986 – 1988), et a été utilisé comme identifiant principal dans les fichiers de gestion interne en 1992, à la suite de l'action entreprise par la CNIL  pour dissuader les administrations de recourir au NIR ou convaincre celles qui l'utilisaient sans y être autorisées de se doter d'un numéro spécifique,.
Le NUMEN est considéré comme confidentiel.

## Structure
« 01 E 95 01234ABC »
Il se compose de treize caractères dont :
- un code géographique caractérisant sur deux caractères l'académie d'immatriculation (numérotation de 01 à 33 modifiée plusieurs fois, le numéro 30 initialement réservé pour Saint-Pierre-et-Miquelon n'est pas utilisé, les agents de la collectivité étant rattachés à l'académie de Caen via un service de l'éducation nationale ; le numéro 43 a été ajouté à la suite de la départementalisation de Mayotte avec sa propre académie et son rectorat) :

- 01 : Paris
- 02 : Aix-Marseille
- 03 : Besançon
- 04 : Bordeaux
- 05 : Caen (le rectorat inclut également Saint-Pierre-et-Miquelon via un service de l'éducation nationale ; ancienne académie fusionnée depuis 2020 dans celle de Normandie)
- 06 : Clermont-Ferrand
- 07 : Dijon
- 08 : Grenoble
- 09 : Lille
- 10 : Lyon
- 11 : Montpellier
- 12 : Nancy-Metz
- 13 : Poitiers
- 14 : Rennes
- 15 : Strasbourg
- 16 : Toulouse
- 17 : Nantes
- 18 : Orléans-Tours
- 19 : Reims
- 20 : Amiens
- 21 : Rouen (ancienne académie fusionnée depuis 2020 dans celle de Normandie avec son rectorat à Caen, après avoir été détaché de l'ancienne académie de Caen ors de la régionalisation)
- 22 : Limoges
- 23 : Nice
- 24 : Créteil
- 25 : Versailles
- 26 : n'existe plus (ancienne académie de Bourges, non recréée, dans les territoires de l'actuelle académie d'Orléans-Tours)
- 27 : Corse
- 28 : Réunion
- 29 : détachés (TOM)
- 30 : inutilisé
- 31 : Martinique (depuis 1997, à la suite de la scission de l'ancienne académie des Antilles et de la Guyane et de son ancien rectorat à Fort-de-France)
- 32 : Guadeloupe (depuis 1997, à la suite de la scission de l'ancienne académie des Antilles et de la Guyane et de son ancien rectorat à Fort-de-France ; le rectorat inclut également les collectivités de Saint-Martin et de Saint-Barthélemy via des services de l'éducation nationale).
- 33 : Guyane (depuis 1997, à la suite de la scission de l'ancienne académie des Antilles et de la Guyane et de son ancien rectorat à Fort-de-France)
- 43 : Mayotte (depuis 2019)

- une lettre caractérisant le système d'information (G pour le premier degré, E pour le second degré public, P pour le second degré privé, A pour les agents administratifs, ...)
- les deux derniers chiffres de l'année d'entrée dans le système d'information (la numérotation a débuté en 1992)
- un numéro aléatoire de 8 caractères, dont cinq  chiffres et trois lettres, attribué à l'agent au sein de son système de gestion initial